# Sofregit
El mot sofregit, sofrit o sofregida, segons localitats, serveix per anomenar la salsa base de molts plats de cullera.

## Tècnica culinària
Sofregir és una tècnica culinària típica de l'Empordà i bàsica endèmica a la Mediterrània que consisteix a fregir a foc suau i lentament hortalisses, sempre a baixa temperatura. A la nostra cultura, normalment es fa amb tomaques i alls -o cebes- i amb altres verdures, trossejats en bresa en oli d'oliva fins a reduir-los a una composta que després serveix -afegint-hi aigua- per a la preparació del brou de plats que poden ser de caràcter ben diferent, com ara la paella i altres arrossos, sopes, llegums, carn guisada, estofats, alguns plats de peix, etc. S'hi poden afegir picades de fruits secs, espècies normalment autòctones, com el pebre roig o el vitet, o herbes aromàtiques, com el romaní, la sajolida, el llorer o el timó. Alguns sofregits encara en poden ser més senzills, com el de l'all i pebre, en el qual s'usen només alls, vitets i pebre roig, o simplement portar-ne un ingredient només.
La mateixa tècnica, quan la barreja és més abundosa, sense aigua afegida, i serveix per acompanyar altres aliments, barrejats o no, rep el nom de salsa, tot i que a algunes comarques catalanes anomenen sofregit a una salsa concreta amb els mateixos ingredients abans esmentats. En aquests casos, el comú sofregit de moltes receptes pren el nom de sofregida.
Amb els noms de refogado, sofritto i sofrito, però amb receptes lleugerament distintes, és present a Portugal, Itàlia, Grècia i Espanya.
És un element bàsic dins de molts plats de la dieta mediterrània.

## Recepta de cuina
Una salsa ben coneguda de la cuina catalana empra aquesta tècnica, el sofregit; és també habitual a Itàlia, Espanya, Grècia, Portugal i altres indrets mediterranis, i ha estat exportada a algunes cuines del Carib, com per exemple a Haití o Cuba, o d'Amèrica Llatina en general.
Com a recepta, el sofregit és una salsa calenta feta amb oli d'oliva, tomaca i ceba, molt utilitzada a la gastronomia catalana com a base i acompanyament per a altres plats, en la qual s'utilitza la mateixa tècnica culinària de sofregir, tot i que en aquests casos la barreja es fa sense afegir aigua -o molt poca- i amb una quantitat d'ingredients més abundosa on es couen altres aliments. Sovint va acompanyada d'una picada.
Per a la preparació de la recepta, la ceba es talla i es cou lentament en oli d'oliva en una paella. Quan és gairebé cuita, daurada, s'afegeixen les tomaques ratllades o trossejades, se sala i s'hi posa una mica de sucre. Després es continua la cocció fins que s'evapora part de l'aigua de les tomaques i aquestes estan ben cuites, restant una salsa lleugerament espessa. Al final es comprova de sal.
Aquesta salsa té moltes variants. Normalment es posa un quart de quilo de tomaca i un quart de ceba per persona, però les proporcions hi poden variar, o fins i tot invertir-se, segons el plat al qual està destinada.
Sovint s'hi afegeixen un o dos alls -fins i tot per a alguns és imprescindible- com també una mica de pebrot. Moltes vegades s'hi sol incloure una picada quan està a punt de finalitzar la cocció. La salsa pot enriquir-se amb altres verdures o espècies.
Aquest sofregit pot ser una salsa independent però generalment està integrada al plat i la resta d'ingredients s'hi couen.
El sofregit es menja amb carn, peix, embotits, llegums, etc.
Al País Valencià, aquesta recepta concreta amb tomaca i ceba sol fer-se servir per acompanyar fruits de mar o peix, i s'utilitza la pebrera majorment per acompanyar la carn o fins i tot la bacallà. Tenint en compte el clima del País Valencià i l'abundor d'hortes a tot el territori costaner, les varietats de sofregits, salses amb tomaca o mulladors hi són nombroses: Tomaca fregida, tomaca amb alls, tomaca amb pebrera, tomaca amb ceba, tomaca amb ou, tomaca amb bajoquetes estofades al tombet, amb altres verdures en samfaina, i moltes més receptes semblants amb tomaca de base i altres verdures.

Igualment, l'all és present junt amb la tomaca en els sofregits bàsics de moltes receptes valencianes, sobretot en les d'arrossos en paella, restant la ceba relegada als arrossos melosos. 

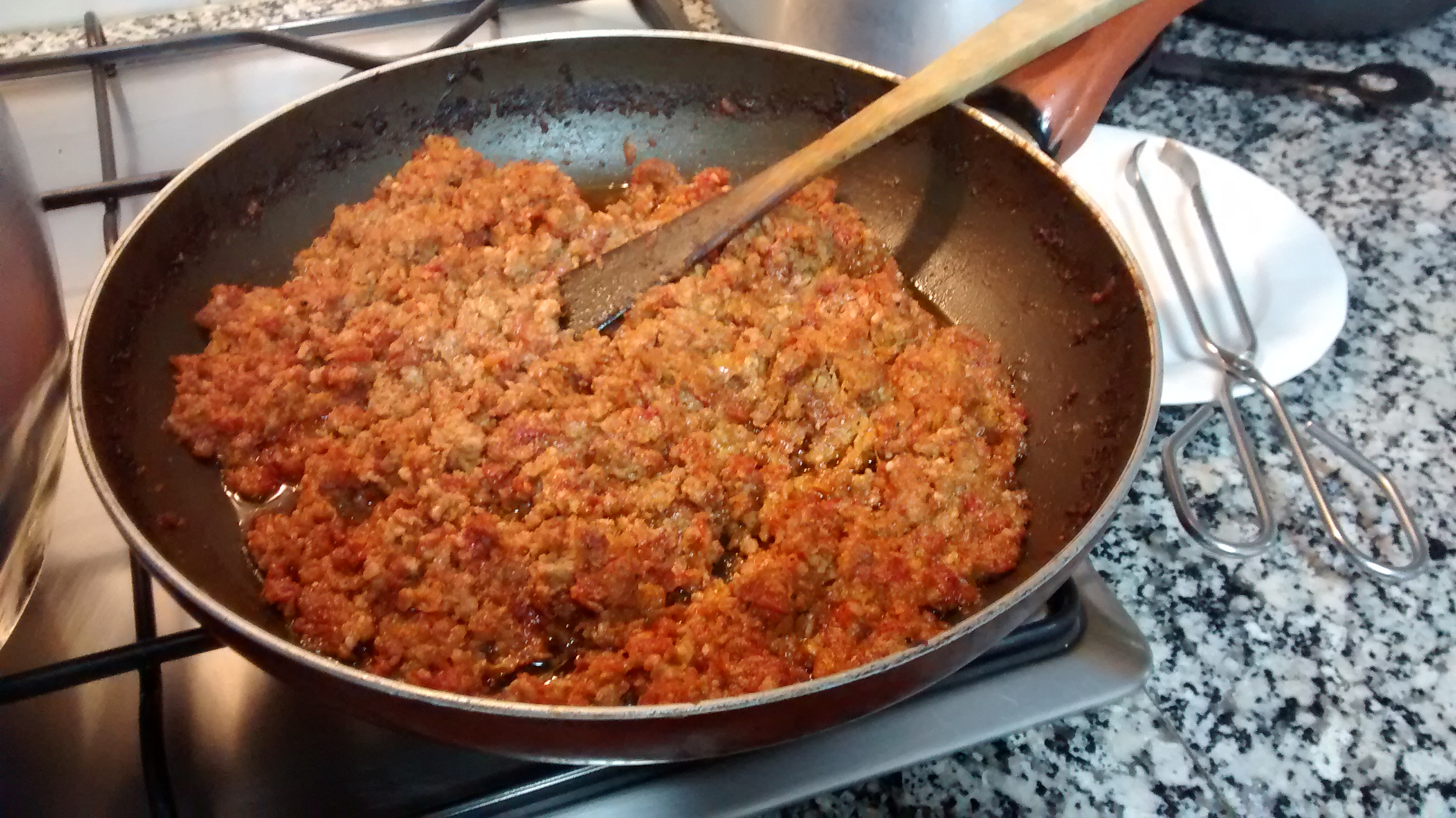
Sofregit

## Efectes en la salut
Investigadors de la Universitat de Barcelona i del Centre d'Investigació Biomèdica CIBERobn en col·laboració amb l'Hospital Clínic de Barcelona van identificar, l'any 2013, per primera vegada els carotenoides i polifenols, que són substàncies antioxidants beneficioses per a la salut, que conté el sofregit. Van trobar-hi uns 40 tipus de polifenols els quals s'associen amb una disminució del risc de malalties cardiovasculars. Aquest estudi es va fer sobre 10 tipus sofregits comercials però els seus resultats s'estenen també als sofregits elaborats a casa.